# Numenius arquata

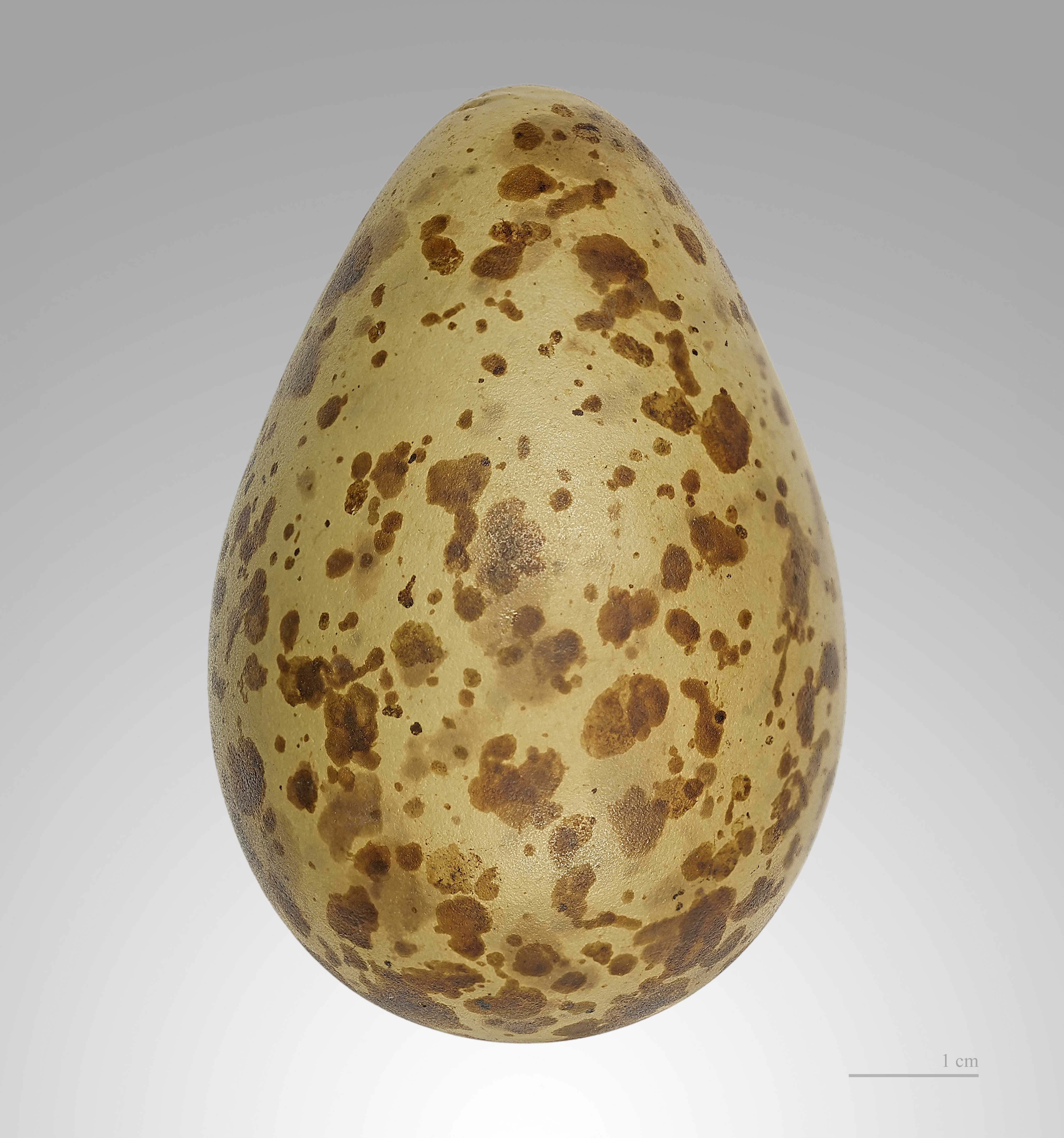
Uovo di Numenius arquata

Il chiurlo maggiore o semplicemente chiurlo (Numenius arquata  (Linnaeus, 1758)) è un uccello della famiglia degli Scolopacidae dell'ordine dei Charadriiformes.

## Tassonomia
Il chiurlo maggiore è stato formalmente descritto dal naturalista svedese Carl Linnaeus nel 1758 nella decima edizione del suo Systema Naturae con il binomio Scolopax arquata. In seguito è stato ricollocato insieme ad altri otto chiurli nel genere Numenius introdotto dall'ornitologo francese Mathurin Jacques Brisson nel 1760. L'epiteto Numenius deriva dal greco antco νουμήνιος, noumēnios, un uccello menzionato da Esichio di Mileto. È associata al chiurlo perché sembra derivare da neos, "nuovo" e mene "luna", riferendosi al becco a forma di mezzaluna. il nome della specie arquata è il termine usato in Latino medievale per identificare questo uccello, derivato dal Latino arcuatus, "a forma di arco", nuovamente riferito alla forma del becco.
Della Numenius arquata sono riconosciute tre sottospecie:
- N. arquata arquata (Linnaeus, 1758), osservata in Europa occidentale, settentrionale e centrale
- N. arquata orientalis Brehm, 1831, osservata dalla Siberia occidentale e centrale fino alla Cina nordorientale
- N. arquata suschkini Neumann, 1929, osservata dal Kazakistan occidentale alla Siberia sudoccidentale

## Descrizione
Ha tronco slanciato e forte, collo lungo ed esile.
Ha una lunghezza di circa 60 cm e un'apertura d'ali di 110 cm.
Il becco, sottile e ricurvo verso il basso, è lungo circa 18 cm.
La coda è composta da dodici penne, e le zampe hanno quattro dita. 
Tra febbraio e marzo il chiurlo subisce una muta parziale, quindi cambia una parte delle penne del corpo e della coda. Dotato di sensi molto affinati, è un uccello sospettoso. Se avverte un pericolo, si alza in volo e lancia il caratteristico grido "chiurlì chiurlì", cui si deve il suo nome volgare.

## Riproduzione
Nel periodo degli amori la femmina del chiurlo sceglie una zona leggermente elevata e, trovata una buca naturale, vi depone generalmente 4 uova, simili a quelle di un'anatra e piriformi, di colore verdastro.
L'incubazione dura da 26 a 28 giorni e il maschio spesso sostituisce la femmina nella cova.

## Distribuzione e habitat
Questo uccello vive in tutta Europa, Asia e Africa, nonché sulla costa orientale del Canada (Terranova, Québec), nel New England, in Florida e Groenlandia. È di passo nelle Bahamas, a Capo Verde, in Siria, Libano, nelle Isole Marianne Settentrionali, su Niue, nel Burundi, Ruanda, Lesotho, Bhutan e nelle isole Svalbard.

## Galleria d'immagini

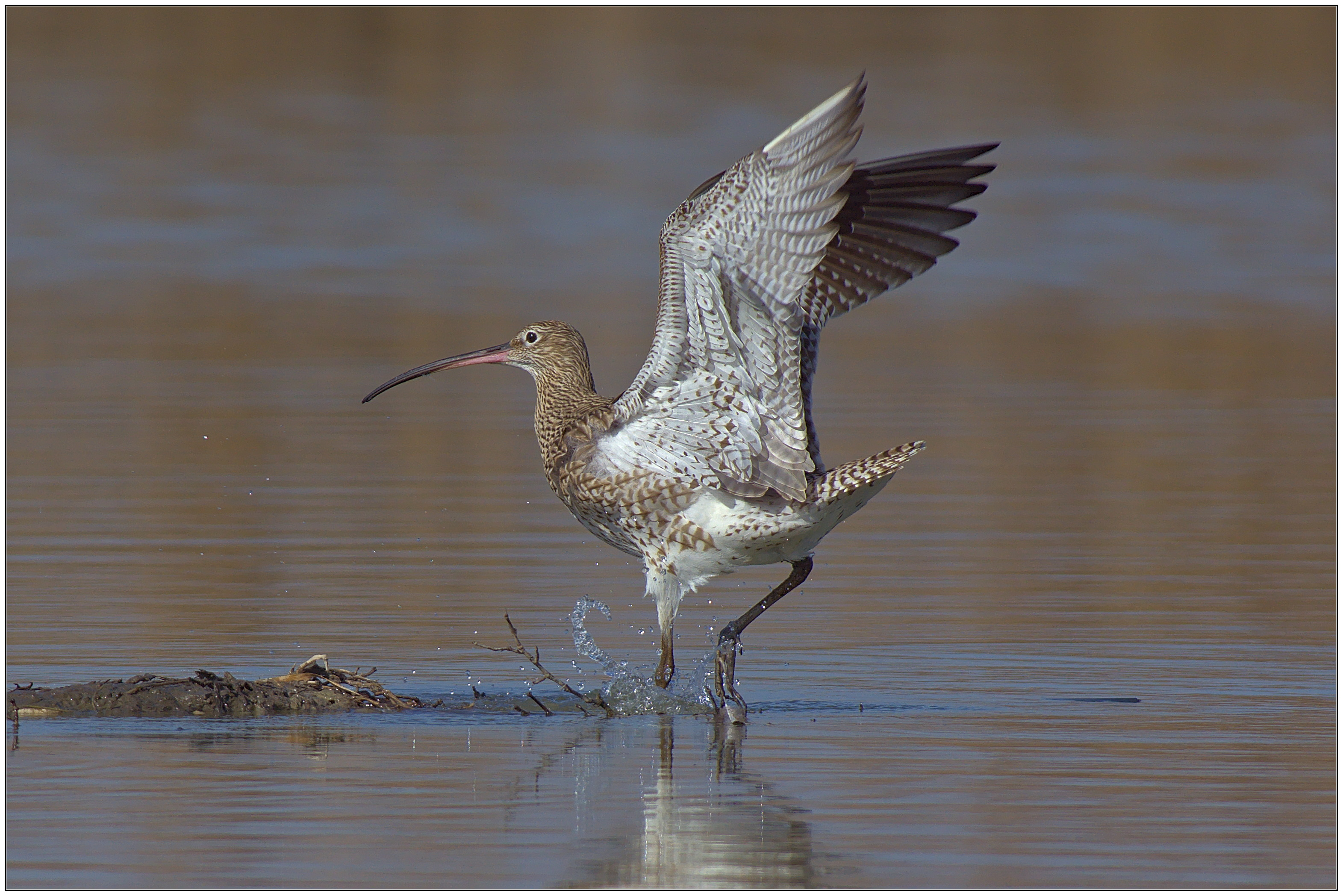
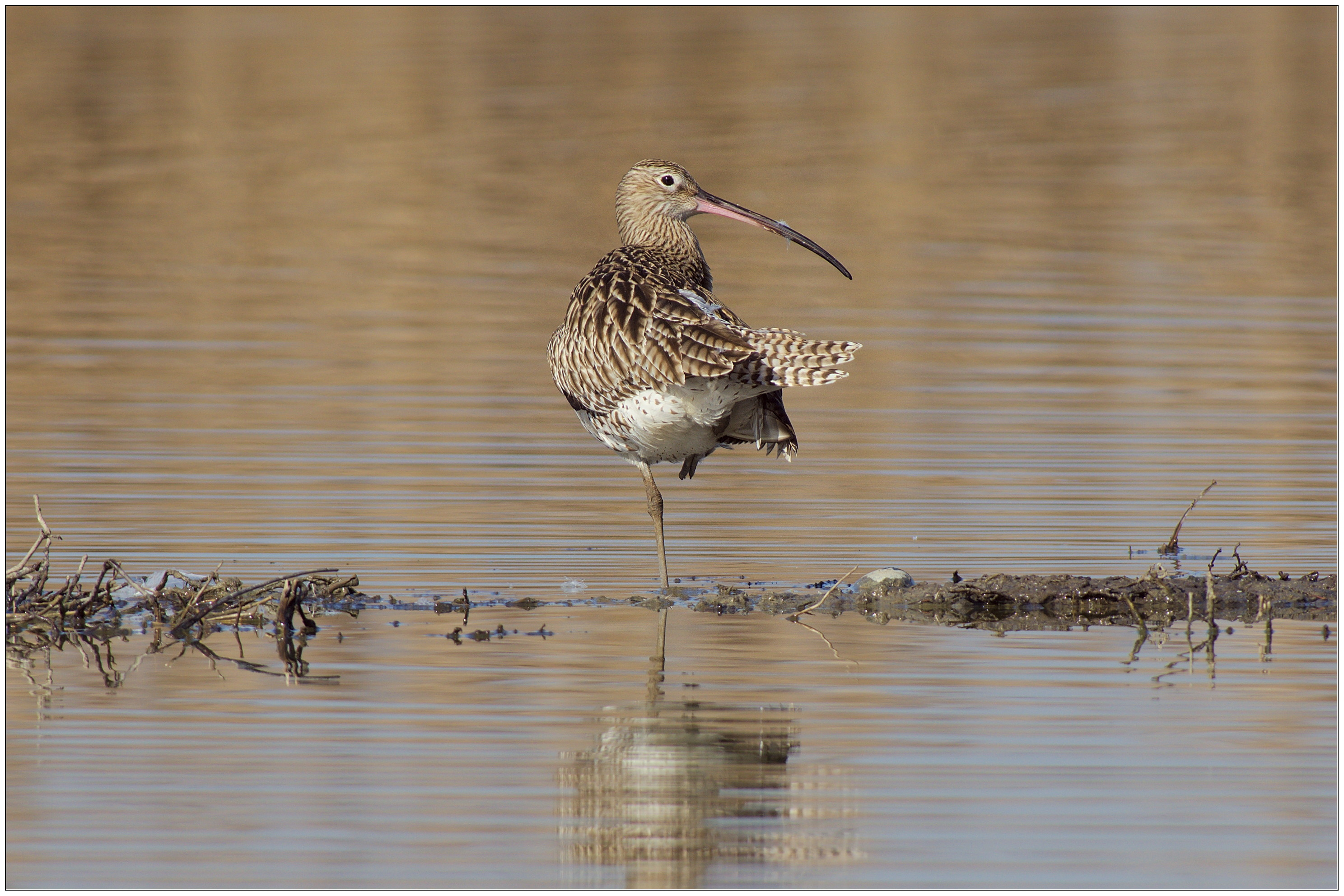